# Línia evolutiva de Hoppip
Aquesta línia evolutiva de Pokémon inclou Hoppip, Skiploom i Jumpluff.

## Hoppip
Hoppip és una de les espècies que apareixen a la franquícia Pokémon, una sèrie de videojocs, anime, mangues, llibres, cartes col·leccionables i altres mitjans que va ser inventada per Satoshi Tajiri i ha generat milers de milions de dòlars en beneficis per a Nintendo i Game Freak. És de tipus planta i volador i evoluciona a Skiploom.

## Skiploom
Skiploom és una de les espècies que apareixen a la franquícia Pokémon, una sèrie de videojocs, anime, mangues, llibres, cartes col·leccionables i altres mitjans que va ser inventada per Satoshi Tajiri i ha generat milers de milions de dòlars en beneficis per a Nintendo i Game Freak. És de tipus planta i volador i evoluciona de Hoppip. Evoluciona a Jumpluff.

## Jumpluff
Jumpluff és una de les espècies que apareixen a la franquícia Pokémon, una sèrie de videojocs, anime, mangues, llibres, cartes col·leccionables i altres mitjans que va ser inventada per Satoshi Tajiri i ha generat milers de milions de dòlars en beneficis per a Nintendo i Game Freak. És de tipus planta i volador i evoluciona de Skiploom.